# Сизинцев, Иван Игнатьевич
Иван Игнатьевич Сизинцев (1912—1971) — майор Рабоче-крестьянской Красной армии, участник Великой Отечественной войны, Герой Советского Союза (1945).

## Биография
Иван Сизинцев родился 5 июля 1912 года в селе Иноковка 2-я (ныне — Кирсановский район Тамбовской области). После окончания неполной средней школы работал сначала на стройке, затем на металлургическом комбинате. В 1942 году Сизинцев был призван на службу в Рабоче-крестьянскую Красную Армию. С ноября того же года — на фронтах Великой Отечественной войны. В 1944 году он окончил Котласское танковое училище.
К июлю 1944 года старший лейтенант Иван Сизинцев командовал батареей самоходных артиллерийских установок «СУ-76» 953-го лёгкого самоходного артиллерийского полка 5-й армии 3-го Белорусского фронта. Отличился во время освобождения Вильнюса. 11-13 июля 1944 года в ходе боях на улицах Вильнюса уничтожил несколько противотанковых орудий и огневых точек противника. Выйдя во вражеский тыл, батарея Сизинцева захватила мост через реку Нерис и удерживала его до подхода основных сил.
Указом Президиума Верховного Совета СССР от 24 марта 1945 года за «образцовое выполнение боевых заданий командования на фронте борьбы с немецкими захватчиками и проявленные при этом отвагу и геройство» старший лейтенант Иван Сизинцев был удостоен высокого звания Героя Советского Союза с вручением ордена Ленина и медали «Золотая Звезда» за номером 7241.
После окончания войны в звании майора Сизинцев был уволен в запас. Проживал и работал в Москве. Скончался 31 августа 1971 года, похоронен на Востряковском кладбище Москвы.
Почётный гражданин Ступино. Был также награждён орденами Ленина и Красного Знамени, рядом медалей.